# انقلاب (فیلم ۲۰۰۲)
انقلاب (به هندی: Kranti) یا شورش فیلمی محصول سال ۲۰۰۲ و به کارگردانی نارش مالهوترا است. در این فیلم بازیگرانی همچون بابی دئول، وینود کانا، آمیشا پاتل، راتی آگنیهوتری، کبیر بدی، دالیپ تاهیل، عارون باکشی، اوم پوری ایفای نقش کرده‌اند.